# Principio de sobrecarga
El principio de sobrecarga (también llamado principio del estímulo eficaz de carga o de umbral) es esfuerzo físico selectivo para estimular la respuesta deseada sin producir agotamiento o esfuerzo indebido. F. Carlisle (1973; cfr. Álvarez del Villar) dice: “La carga de entrenamiento deberá ser severa y deberá aplicarse con bastante frecuencia e intensidad suficiente para hacer que el cuerpo se adapte de modo máximo a una actividad particular”. Sin embargo, Carlisle también advierte que “Los esfuerzos muy sostenidos en entrenamientos o carreras solo deben hacerse rara vez”.
Para que se pueda producir un proceso de adaptación, la carga de trabajo utilizada debe superar un umbral de esfuerzo que es de diferente magnitud para cada sujeto. Su base biológica está en la ley de los niveles de estímulos o ley de Schultz-Arnold. Cuando se aplican estímulos de baja intensidad, inferiores al umbral de estimulación, no se produce ningún efecto de adaptación, salvo que este se repita sistemáticamente en muy cortos períodos de tiempo y durante un largo proceso, en cuyo caso se puede producir un efecto acumulativo. Cuando el estímulo supera el umbral de estimulación, se producirán cambios morfológicos y fisiológicos cuando se emplean cargas óptimas, pudiéndose llegar a daños funcionales cuando la cargas son demasiado grandes.
En ocasiones, además del umbral de intensidad para los sistemas endocrinos, se describe lo que se denomina umbral de duración (Mishchenko y Monogarov 1995). Este concepto describe que cuanto menor es la intensidad del ejercicio, durante mayor tiempo deberá actuar sobre el organismo para alcanzar su objetivo. De cualquier forma, se necesita un nivel mínimo de intensidad de trabajo por debajo del cual no hay umbral de duración.
Según Burke (cfr. A. Villar-1981), “las modificaciones funcionales causadas en el organismo mediante el esfuerzo físico no sólo permiten mejorar el estado de entrenamiento cuando su intensidad es suficiente para provocar una activación del metabolismo energético o plasmático de la célula, junto con la síntesis de nuevas sustancias”. Esto también se encuentra en relación directa con el volumen de entrenamiento, si bien hay que considerar que en los primeros años de entrenamiento el volumen aumenta progresivamente influyendo en el rendimiento, pero a medida que el deportista mejora su nivel, la importancia del volumen va disminuyendo y toma el primer lugar el factor intensidad.
Las adaptaciones beneficiosas de la actividad humana sólo se producen cuando responden a tensiones aplicadas a niveles superiores al umbral, dentro de los límites de la tolerancia… Los niveles bajos de tensión, a los cuales se ha adaptado el organismo, no son suficientes para producir una adaptación al entrenamiento… La naturaleza del ejercicio varía con el estado inmediato de entrenamiento y con otras características individuales (Burke).
Este autor da unos ejemplos práctico en los que señala que según el tipo de cualidad que queramos desarrollar, habrá que utilizar una intensidad o un volumen distinto. Así la fuerza será difícil mejorarla en sujetos de cierto nivel de rendimiento, si utilizamos una carga muy liviana, o la resistencia no mejorará si practicamos un número de repeticiones muy pequeño. Dice que cualquier ejercicio que pueda ser repetido un número de veces superior a doce, supone una resistencia tan baja que difícilmente entrenará la fuerza. Por el contrario, un levantador podrá entrenar con efectividad su fuerza utilizando una resistencia tan grande que sólo le permita realizar una repetición tras el descanso, realizar otra y así sucesivamente.

## Planificación
La planificación óptima debe tener en cuenta los factores siguientes:
- Definición exacta del objetivo que hay que alcanzar.
- Determinación de la duración necesaria para alcanzar el objetivo fijado.
- Planificación exacta de las sesiones de entrenamiento.
- Planificación exacta del volumen y la intensidad de cada unidad de entrenamiento.

## Concepto de adaptación
Se entiende por adaptación el proceso a través del cual el ser humano se adecua a las condiciones naturales, de vida, de trabajo, etc., que llevan a una mejora morfológico-funcional de su organismo, así como a un incremento de su potencialidad vital y de su capacidad no específica de resistir a los extremos presentados en el entorno ambiental. Por ejemplo, tras varios meses de realizar un entrenamiento con pesas, el organismo se adapta mediante una hipertrofia (crecimiento) de sus músculos para poder realizar un trabajo que excede del realizado normalmente.

### Tipos de adaptación deportiva
En general, podría decirse que el entrenamiento es un proceso de adaptación permanente a las cargas de trabajo. Estas adaptaciones pueden ser específicas o no específicas. Las primeras afectan más a los sistemas inmediatamente operativos, tales como el sistema neuromuscular (coordinación) y los sistemas energéticos; las segundas están referidas a los sistemas auxiliares indirectamente implicados en la especialidad deportiva.
También se puede diferenciar entre las adaptaciones agudas o inmediatas, como el incremento de la frecuencia cardíaca cuando se empieza a realizar un ejercicio, y las adaptaciones crónicas (o a largo plazo), como el aumento del consumo máximo de oxígeno.
La dinámica de la adaptación (estado de entrenamiento) es muy rápida en los principiantes, aminorándose a medida que pasan los años de entrenamiento. Con el paso del tiempo, las adaptaciones que se producen son prácticamente imperceptibles. Por esta razón, para provocar nuevos procesos de adaptación es necesario realizar modificaciones en la estructura de entrenamiento (cambiar los sistemas, el volumen, la intensidad, etcétera).

## Concepto de estímulo
Agente físico, químico, mecánico…, que desencadena una reacción funcional en un organismo. Cambio en el ambiente que modifica la actividad de las células.
Densidad del estímulo: después de la aplicación de un estímulo con determinada densidad y dureza, corresponde una pausa de recuperación, que debe estar en concordancia con la magnitud del esfuerzo.

## Teorías sobre la manifestación de la adaptación en el ejercicio

### Ley del umbral, Schultz-Arnold
Para el estudio de esta ley hay que partir del concepto de umbral, considerado como la capacidad básica del individuo desarrollada por el entrenamiento, que va a condicionar el grado de intensidad de un estímulo.
Según esta ley, la adaptación funcional se logra como consecuencia de la asimilación de estímulos sucesivamente crecientes.
Partiendo de la base de que cada deportista tiene un umbral, hay que considerar que los estímulos que están por debajo del umbral no excitan suficientemente las funciones orgánicas y, por lo tanto, no entrenan. Aquellos estímulos más intensos, pero que todavía se mantienen por debajo del umbral, excitan la función orgánica siempre y cuando se repitan un determinado número de veces, en cuyo caso sí producen alteración y mejora orgánica. Aquellos estímulos fuertes que llegan al umbral producen excitaciones sensibles en las funciones orgánicas y, tras el descanso, fenómenos de adaptación.
Los estímulos que sobrepasan el umbral, pero no el máximo de tolerancia del individuo, también producen fenómenos de adaptación siempre y cuando no se repitan con demasiada frecuencia, en cuyo caso lo que provocaría sería el sobreentrenamiento.
De lo expuesto se deduce la importancia que tiene la dosificación de las cargas en el entrenamiento.

### Teoría de Hans Selye o Síndrome General de Adaptación (SGA)
Hans Selye observó en sus investigaciones que el organismo, ante un determinado estrés, reacciona mediante una serie de ajustes fisiológicos específicos para cada estímulo, por lo que se opone y trata de restablecer el equilibrio. Pero aunque los ajustes sean específicos, la forma en que se producen es inespecífica, es decir, sigue siempre la misma secuencia. A esto le llamó “síndrome general de adaptación” y lo define “respuesta adaptativa y no específica del organismo a toda causa que pone en peligro su equilibrio”.
Fases de esta teoría:
- Estadio de conmoción o de alarma: el organismo, frente a cualquier agente estresante que llega del exterior, reacciona de forma espontánea, produciendo un estado de alarma de características distintas a las que el individuo está acostumbrado a soportar en condiciones normales. Trata de adaptarse a las nuevas situaciones que ha provocado el agente externo.
- Estadio de resistencia: el organismo, recuperado del primer choque, trata de ofrecer una resistencia reaccionando positivamente, si consigue superar el estímulo, adaptándose a la nueva situación.
- Estadio de agotamiento o de readaptación: cuando el organismo se ve incapaz de reaccionar ante la intensidad del estímulo, entra en la fase de agotamiento, momento en que, o descansa para volver de nuevo al equilibrio biológico, o llega a la extenuación, con peligro para su integridad.

Para que se produzca una mejora en el ejercicio, es necesario que se realice un entrenamiento sistemático que establezca unos criterios básicos para obtener unos objetivos programados; debe ser regular durante un cierto tiempo y progresivo, procurando que las cargas de trabajo se adapten durante el proceso de entrenamiento.
La adaptación al entrenamiento produce la homeostasis (alteración del equilibrio orgánico realizando un esfuerzo físico), se manifiesta por una disminución en la capacidad funcional. Terminado el esfuerzo, existe una serie de mecanismos que se ponen en funcionamiento para restablecer la capacidad funcional primitiva, compensándola en exceso. Pero ésta es relativamente duradera y, pasado un tiempo sin que se produzca un estímulo, vuelve a su estado anterior.
En la práctica del ejercicio físico o entrenamiento se debe tener en cuenta que tan importante es el trabajo como el descanso y los esfuerzos, los cuales hay que aplicarlos en su momento oportuno.
En función de estos límites en el umbral de adaptación se puede afirmar que:
- Cargas que no llegan al umbral mínimo de excitación, no producen adaptación.
- Cargas comprendidas entre el umbral de excitación y la máxima tolerancia, son óptimos y producen adaptación.
- Cargas que llegan a la máxima tolerancia pueden resultar óptimas si son lo suficientemente espaciadas y son seguidas de procesos adecuados de regeneración.
- Cargas que sobrepasan la máxima tolerancia, pueden no solo no producir adaptación sino que pueden provocar efectos perjudiciales para la salud.